# St Aidan's College
St Aidan's College est un collège de l'Université de Durham en Angleterre. Fondé en 1947 sous le nom de St Aidan's Society, il doit son nom à St Aidan de Lindisfarne. La directrice actuelle est Dr Susan Frenk depuis 2007.  
Les membres du collège sont connus comme 'Aidanites'.  

## Histoire

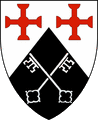
Les armoires de St Aidan's College sanctionnées par l'université.

St Aidan's College était à l'origine une association formée pour fournir un logement aux étudiantes en 1949. La première directrice de St Aidan's était Ethleen Scott qui avait été le 'Censeur' des étudiantes à Durham depuis 1937. L'association était située à 24 North Bailey au centre ville de Durham. En 1961 l'Association de St Aidan's a été reconnu comme un collège.
Le nouveau collège a déménagé à son emplacement actuel en 1963 sur Elvet Hill, devenant l'un des premiers 'collèges collines' de l'université. Le bâtiment a conçu par Sir Basil Spence dans un style moderniste. Sous le mandat de Irene Hindmarsh le collège est devenu mixte et les premiers étudiants du sexe masculin ont été admis en 1981.
En février 2009, le collège a dévoilé les extensions récemment rénovées, nommées Elizabeth Pease House qui offre les logements aux étudiants de troisième cycle et de dernière année de premier cycle. 
| Directeur/Directrice    | Mandat      |
| ----------------------- | ----------- |
| Ethleen Scott           | 1949 - 1963 |
| Dame Enid Russell-Smith | 1963 - 1970 |
| Irene Hindmarsh         | 1970 - 1991 |
| Robert Williams         | 1991 - 1997 |
| John Ashworth           | 1998 - 2007 |
| Dr Susan Frenk          | 2007 -      |

## Junior Common Room (JCR)

L'écusson utilisé par le JCR pour représenter ses équipes et son indépendance organisationnelle.

Le JCR de St Aidan's (Fr. Salle Commune Junior) est l'organisation qui fournit l'expérience étudiante plus large au collège ainsi que de représenter des intérêts des Aidanites de premier cycle. Il organise tous les 'formels' et bals au collège aussi tôt que autres événements sociaux et il subventionne toutes les équipes sportives étudiantes du collège.
Le JCR conserve son indépendance organisationnelle de l'administration du collège.
Il est composé des membres, d'officiers élus et d'un président élu en conformité avec ses documents constitutifs et procédures démocratiques. Le Président de JCR (Ang. JCR President) - un rôle sabbatique - est élu par les membres de JCR chaque année pour un terme d'un an. L'élection présidentielle et d'autres officiers élus se tiennent aux réunions régulières de JCR au collège ainsi que d'autre affaires du JCR.
En 2019, Les membres de JCR ont voté lors d'un référendum étudiante pour devenir une charité indépendante de l'université. En 2020 le JCR a complété son enregistrement en tant qu'une charité, formant un conseil d'administration externe et étudiant.
Ainsi qu'une organisation étudiante, le JCR est aussi le nom de l'espace commun multi-usage au centre du bâtiment.

### Adhésion
Chaque étudiant qui a été admis au collège est invité à rejoindre le JCR. Tous les Aidanites de premier ou troisième cycle sont éligibles à l'adhésion. L'adhésion au JCR nécessite la paiement unique de la taxe de JCR. La taxe de JCR subventionne le prix des formels et bals pour des membres du JCR. L'adhésion de JCR dure tout au long de votre licence à Durham.

### Comités
Le JCR est constitué des comités étudiants différents pour organiser l'expérience étudiant plus large au collège. Les membres des comités sont élus dans les réunions de JCR.
Les comités de JCR sont:
- Le Comité Exécutif de JCR[5]
- Le Comité de Direction (SteeringComm)
- Le Comité des Finances (FinComm)
- Le Comité de Journalisme (JournoComm)
- Le Comité des Formels (FormalsComm)
- Le Comité de la Sensibilisation Communautaire (OutreachComm)
- Le Comité des Sports et des Sociétés (Sports and Societies Comm)
- Le Comité de Bien-Être (Welfare)
- Le Comité des Evénements Sociaux (SocComm)
- Le Comité de Technologie (TechComm)
- Le Comité de Magasin (ShopComm)
- Le Comité de Bar (BarComm)

## Senior Common Room (SCR)
Le SCR de St Aidan's (Fr. Salle Commune Senior) est l'organisation étudiante qui représente les intérêts des Aidanites de troisième cycle. Le SCR soutient le JCR pour fournir l'expérience étudiante plus large au collège mais il garde sa propre indépendance organisationnelle. 
Il est composé des membres et d'un président élu mais contrairement au JCR il fonctionne principalement en utilisant un système d'organisation horizontal. Il a ses propres documents constitutifs et procédures démocratiques ainsi qu'un espace commun séparé du JCR. Les affaires du SCR sont discutées lors des assemblées générales triennales. 

### Adhésion
Tandis que les membres du SCR peuvent rejoindre également le JCR en ordre d'accéder à ses opportunities sociales et sportives, les membres du JCR n'ont pas le droit de rejoindre le SCR. L'adhésion au SCR nécessite la paiement annuel de la taxe de SCR. La taxe de SCR subventionne le prix des formels et bals pour des membres du SCR.  

## Sport
Le JCR organise une gamme d'activités sportives en finançant les équipes étudiantes qui portent le nom du collège aux compétitions sportives contre les autres collèges de l'université. Tous les équipes sont dirigées par les étudiants et supervisées par l'officier élu du Comité des Sports et Sociétés de JCR. Certains clubs choisissent de compléter leurs finances avec une cotisation annuelle ou un paiement unique supplémentaire.
Une fois par an, St Aidan's College se réunit avec son voisin Van Mildert College pour 'Aidan's-Mildert Varsity Day'. Les deux voisins s'affrontent dans une série d'événements sportifs.
Tous les équipes sont ouverts à tous membres du JCR quelle que soit leur capacité sportive.
| Club                               | Sexe     | Remarques                                 |
| ---------------------------------- | -------- | ----------------------------------------- |
| Club de Football (SACFC)           | Masculin | Y compris une équipe de Futsal            |
| Club de Football Féminin (SACWFC)  | Féminin  |                                           |
| Club de Rugby (SACRFC)             | Masculin |                                           |
| Club de Rugby Féminin (SACWRFC)    | Féminin  |                                           |
| Club de Hockey de St Aidan (SACHC) | Mixte    | Devisé en équipes masculines et féminines |
| Club de Badminton                  | Mixte    |                                           |
| Club de Billard                    | Mixte    |                                           |
| Club de Basket                     | Mixte    |                                           |
| Club des Fléchettes (SACDC)        | Mixte    |                                           |
| Club de Netball (SACNC)            | Féminin  |                                           |
| Club de Squash                     | Mixte    |                                           |
| Club de Crosse                     | Mixte    |                                           |
| Club de Frisbee Ultime             | Mixte    |                                           |
| Club de Cricket (SACCC)            | Mixte    | Intérieur et extérieur                    |
| Club d'Aviron (SACBC)              | Mixte    | La rame de SACBC :                        |

## Formels et Bals
Les Formels de JCR sont des grands dînes pour tous les Aidanites de se réunir et célébrer certains évenements dans le calendrier social du collège. Ils sont organisés par l'Officier des Formels de JCR (Ang. JCR Formals Chair) et son comité. La plupart des formels à St Aidan's ont un code vestimentaire de smoking ou un équivalent féminin. Il y a des formels à Aidan's qui ont un code vestimentaire de déguisements. 
Les membres de JCR paient un prix de billet réduit mais s'ils veulent inviter des personnes qui ne sont pas des membres de JCR puis ils doivent payer le prix complet.
Les formels populaires traditionnels de JCR:
- Le Formel de Semaine d'Induction
- Le Formel de Halloween
- Le Formel de Saint Valentin
- Le Formel de Noël
- Le Formel des 'Old Boys'
- Le Formel des Sports et Sociétés
- Le Formel de 'Going Down' (Ang. The Going Down Formal, un formel final pour la cohorte bientôt diplômée)

Tandis que les membres du SCR peuvent assister aux formels de JCR, le SCR souvent organise ses propres formels.
Les formels populaires traditionnels de SCR:
- Le Formel du Nouvel An chinois

### Bals
Les bals à St Aidan's sont organisés par l'Officier des Evénements Sociaux de JCR (Ang. JCR Socials Chair) et son comité. Le JCR de St Aidan's organise deux bals à l'année académique: 
- Le Bal de Michaelmas
- Le Bal d'Eté

Le bal d'Eté est l'événement plus grand du calendrier social à St Aidan's. Il a lieu après les examens de fin d'année. 

## Bar de Collège

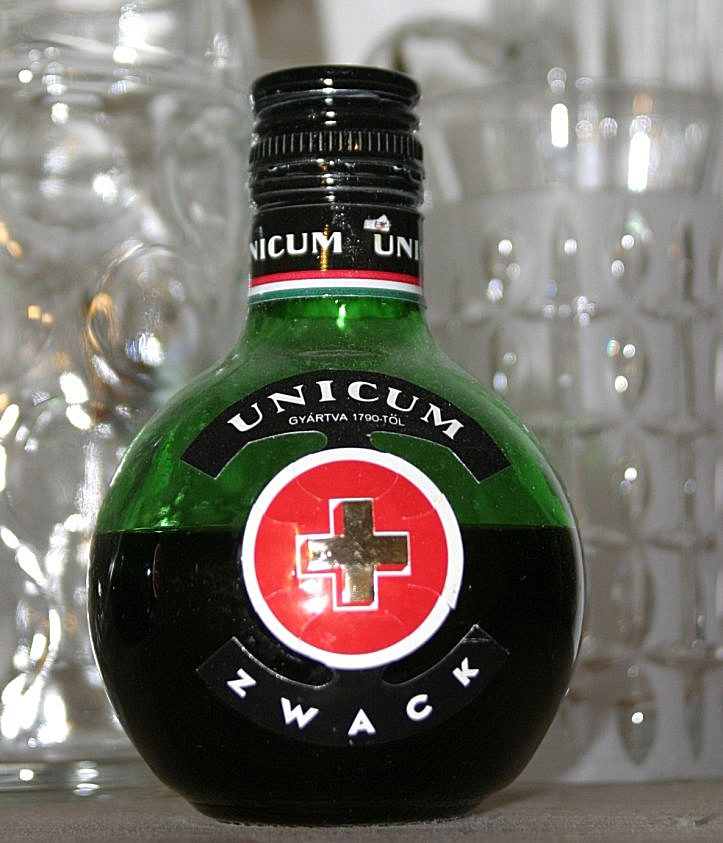
Unicum a devenu la boisson traditionnelle de St Aidan's

Le personnel de bar à St Aidan's est composé d'étudiants et dirigé par l'intendant (Ang. Bar Steward) qui est généralement diplômé du collège. Tous les étudiants de l'université de Durham peuvent accéder à tous les bars universitaires y compris le bar à St Aidan's en présentant leur carte d'étudiant. Cependant, pendant les événements sociaux, tels que formels, se tenant au collège, le bar est uniquement ouvert aux Aidanites et à leur invités.
En 2017, en raison d'une violation du contrat de licence de bar, le bar était fermé par la police locale et les autorités universitaires. 
Alors que l'adoption des boissons officielles dans les bars universitaires est découragée par l'administration universitaire, la boisson vénérée de St Aidan's est la liquor hongroise piquante Unicum.

### Festival d'Eté
Chaque année le bar organise son événement phare le 'Festival d'Eté' (Ang. Summer Fest), souvent mieux connu sous le nom 'Festival de la Bière' (Ang. Beer Fest). Le festival a lieu au troisième semestre après les examens de fin d'année, et est souvent un des derniers événements du calendrier social de l'année.
Le festival propose des bières du monde entier ainsi que de la musique live et performances étudiantes diverses.

## Élèves notables
- Jon Ashworth  membre du parlement pour Leicester South
- Josh Beaumont
- Graham Brady – membre du parlement pour Altrincham and Sale West(1997–présent)[réf. nécessaire]
- Beverley Goodger
- Monica Grady
- Judith Hann
- Jeremy Hoyland
- Shona McIsaac – membre du parlement pour Cleethorpes de 1997 à 2010[13]
- Nick Mohammed – acteur[14]
- Stéphanie Nicolle
- Dame Caroline Swift